# Magritte du cinéma 2019
De 9e uitreiking van de Magritte du cinéma vond plaats op 2 februari 2019 voor de Belgische Franstalige films uit 2018. De uitreiking vond plaats in het Square - Brussels Meeting Centre te Brussel met voor de eerste maal Alex Vizorek als gastheer en werd rechtstreeks uitgezonden op La Deux. De grote winnaar was Nos batailles van Guillaume Senez met vijf prijzen, Girl van Lukas Dhont behaalde vier prijzen.

## Winnaars en genomineerden
De genomineerden werden op 11 januari 2019 bekendgemaakt.

### Beste film
- Nos batailles van Guillaume Senez
  - Bitter Flowers van Olivier Meys
  - Laissez bronzer les cadavres van Hélène Cattet en Bruno Forzani
  - Mon Ket van François Damiens
  - Tueurs van François Troukens en Jean-François Hensgens

### Beste regisseur
- Guillaume Senez – Nos batailles
  - Olivier Meys – Bitter Flowers
  - Hélène Cattet en Bruno Forzani – Laissez bronzer les cadavres
  - François Troukens en Jean-François Hensgens – Tueurs

### Beste acteur
- Victor Polster – Girl
  - Benoît Poelvoorde – Au poste !
  - François Damiens – Mon Ket
  - Olivier Gourmet – Tueurs

### Beste actrice
- Lubna Azabal – Tueurs
  - Yolande Moreau – I Feel Good

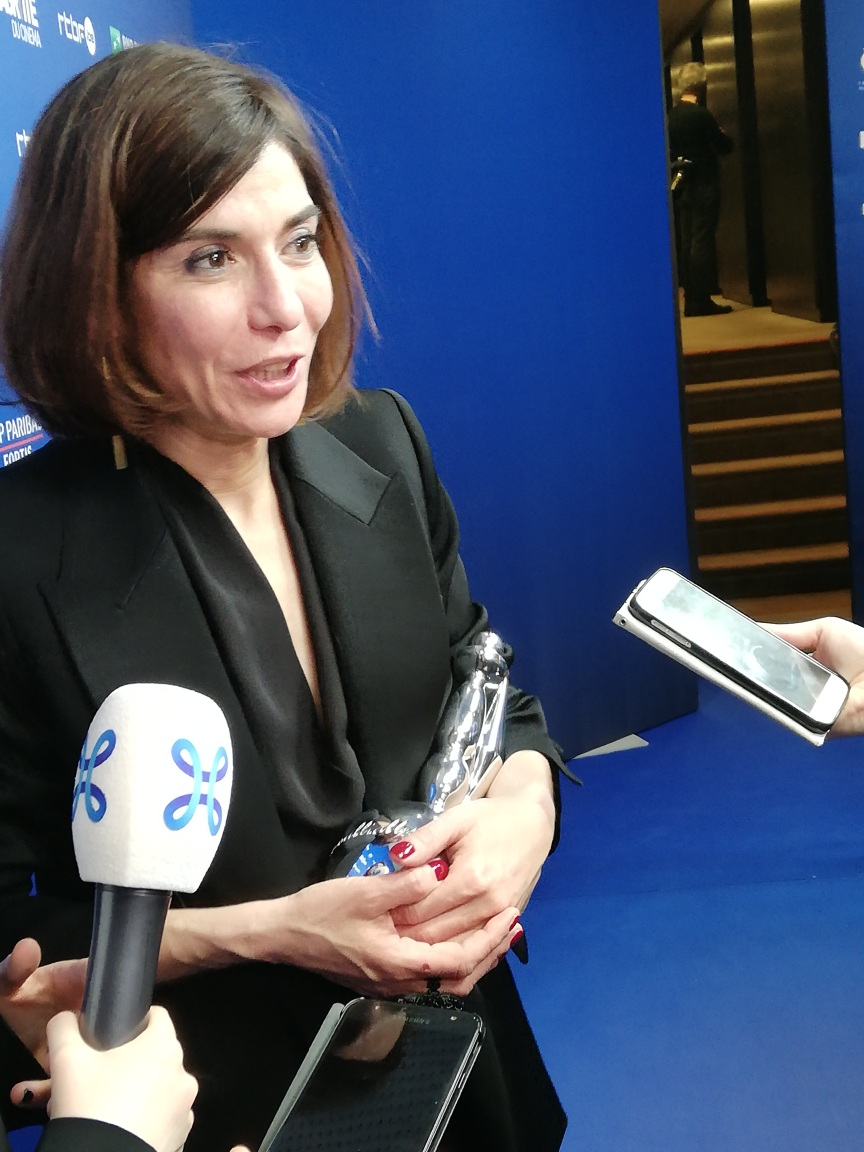
Lubna Azabal

  - Cécile de France – Mademoiselle de Joncquières
  - Natacha Régnier – Une part d'ombre

### Beste debuutfilm
- Bitter Flowers van Olivier Meys
  - La Part sauvage van Guérin Van de Vors
  - Tueurs van François Troukens en Jean-François Hensgens
  - Une part d'ombre van Samuel Tilman

### Beste Vlaamse film
- Girl van Lukas Dhont
  - Niet schieten van Stijn Coninx

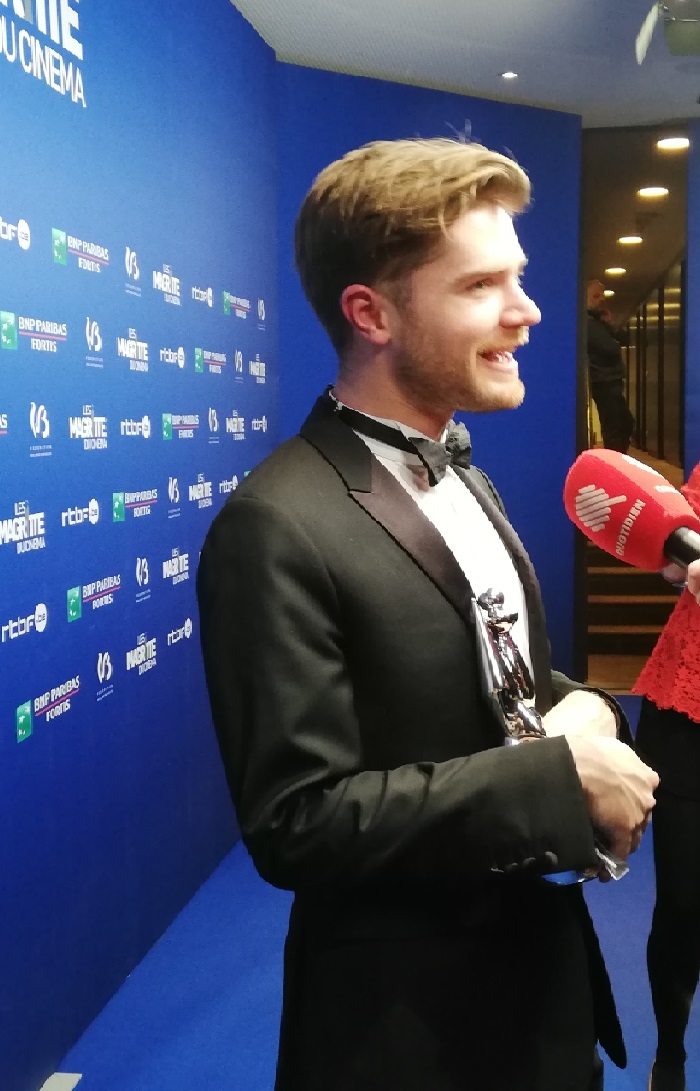
Lukas Dhont

  - Patser van Adil El Arbi en Bilall Fallah
  - Un ange van Koen Mortier

### Beste buitenlandse film in coproductie
- The Man Who Killed Don Quixote van Terry Gilliam
  - The Death of Stalin van Armando Iannucci
  - Nico, 1988 van Susanna Nicchiarelli
  - The Happy Prince van Rupert Everett

### Beste acteur in een bijrol
- Arieh Worthalter – Girl
  - Pierre Nisse – Laissez bronzer les cadavres
  - Bouli Lanners – Tueurs
  - Yoann Blanc – Une part d'ombre

### Beste jong mannelijk talent
- Thomas Mustin – L'Échange des princesses
  - Matteo Salamone – Mon Ket

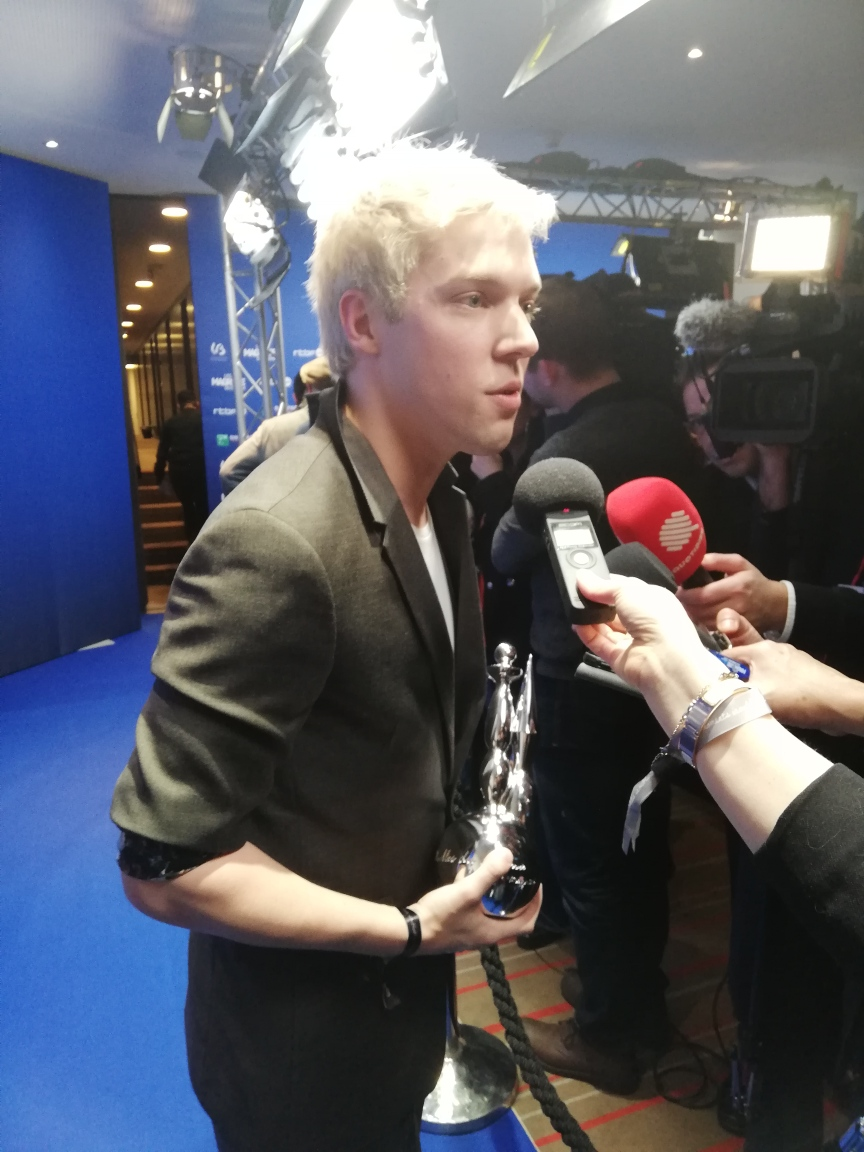
Thomas Mustin

  - Basile Grunberger – Nos batailles
  - Baptiste Lalieu – Une part d'ombre

### Beste actrice in een bijrol
- Lucie Debay – Nos batailles
  - Tania Garbarski – Es war einmal in Deutschland…
  - Salomé Richard – La Part sauvage
  - Erika Sainte – Une part d'ombre

### Beste jong vrouwelijk talent
- Lena Girard Voss – Nos batailles
  - Nawell Madani – C'est tout pour moi
  - Anaël Snoek – Les Garçons sauvages
  - Bérénice Baoo – Tueurs
  - Myriem Akheddiou – Une part d'ombre

### Beste beeld
- Manu Dacosse – Laissez bronzer les cadavres
  - Frank van den Eeden – Girl
  - Jean-François Hensgens – Tueurs

### Beste kostuums
- Nathalie Leborgne – Es war einmal in Deutschland…
  - Catherine van Bree – Girl
  - Jackye Fauconnier – Laissez bronzer les cadavres

### Beste decor
- Alina Santos – Laissez bronzer les cadavres
  - Véronique Sacrez – Es war einmal in Deutschland…
  - Philippe Bertin – Girl

### Beste montage
- Julie Brenta – Nos batailles
  - Alain Dessauvage – Girl
  - Bernard Beets – Laissez bronzer les cadavres

### Beste filmmuziek

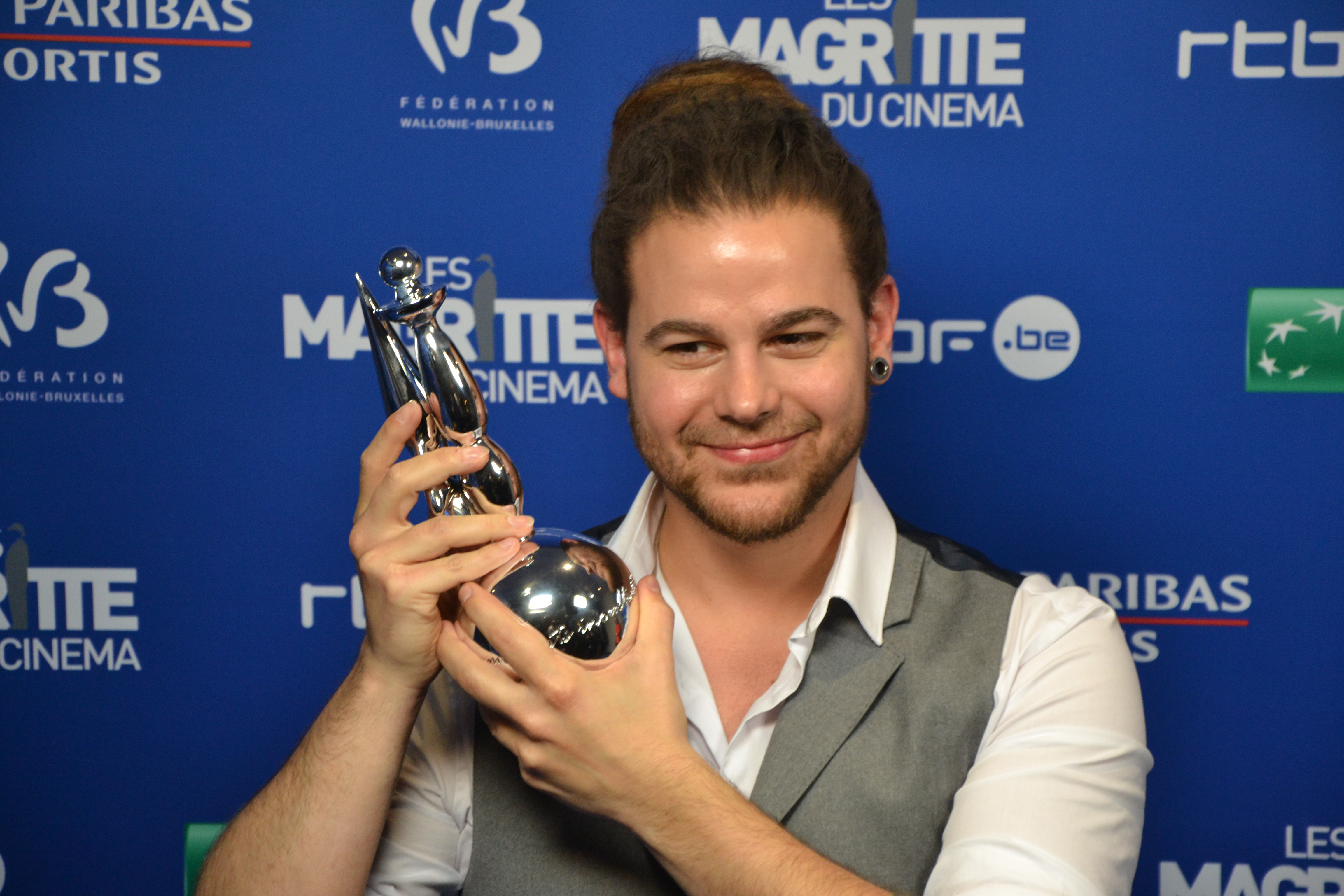
Simon Fransquet

- Simon Fransquet – Au temps où les arabes dansaient
  - Manuel Roland en Maarten Van Cauwenberghe – La Part sauvage
  - Vincent Liben – Une part d'ombre

### Beste scenario of bewerking
- Lukas Dhont en Angelo Tijssens – Girl
  - Olivier Meys en Maarten Loix – Bitter Flowers
  - Sam Garbarski – Es war einmal in Deutschland…
  - Guillaume Senez – Nos batailles

### Beste geluid
- Yves Bemelmans, Dan Bruylandt, Olivier Thys en Benoît Biral – Laissez bronzer les cadavres
  - Yanna Soentjens – Girl
  - Marc Engels, Thomas Gauder en Ingrid Simon – Tueurs

### Beste korte film
- Icare van Nicolas Boucart
  - Calamity van Séverine De Streyker en Maxime Feyers
  - D'un château l'autre van Emmanuel Marre
  - Une sœur van Delphine Girard

### Beste korte animatiefilm
- La bague au doigt van Gerlando Infuso
  - Le quatuor à cornes van Arnaud Demuynck en Benjamin Bottela
  - Not Today van Marine Jacob
  - Simbiosis carnal van Rocío Álvarez

### Beste documentaire
- Ni juge, ni soumise van Jean Libon en Yves Hinant
  - Des Cowboys et des Indiens, le cinéma de Patar et Aubier van Fabrice du Welz
  - La grand-messe van Valéry Rosier en Méryl Fortunat-Rossi
  - Manu van Emmanuelle Bonmariage
  - Mitra van Jorge León

### Magritte d'honneur
- Raoul Servais

## Films met meerdere nominaties
De volgende films ontvingen meerdere nominaties:
| Nominaties | Film                          | Gewonnen |
| ---------- | ----------------------------- | -------- |
| 9          | Girl                          | 4        |
| 9          | Tueurs                        | 1        |
| 8          | Laissez bronzer les cadavres  | 3        |
| 7          | Une part d'ombre              |          |
| 6          | Nos batailles                 | 5        |
| 4          | Bitter Flowers                | 1        |
| 4          | Es war einmal in Deutschland… | 1        |
| 3          | Une part d'ombre              |          |
| 3          | Mon Ket                       |          |
| 3          | La Part sauvage               |          |